# Cell (film)
Mobilul (titlu original: Cell) este un film american SF de groază din 2016 regizat de Tod Williams. Rolurile principale au fost interpretate de actorii John Cusack, Samuel L. Jackson și Isabelle Fuhrman. Filmul a fost lansat la 10 iunie 2016 ca video on demand, înainte de a fi lansat limitat cinematografic la 8 iulie 2016. Cell este a doua adaptare a scrierilor lui  King în care joacă Cusack și  Jackson, după filmul  1408 (2007). Este bazat pe romanul omonim scris de Stephen King.

## Prezentare
Atunci când un semnal malefic electronic este transmis prin intermediul rețelelor mobile din întreaga lume, utilizatorii  telefoanelor mobile sunt reprogramați instantaneu și transformați în ucigași turbați. Îndreptându-se spre nord prin New England pentru a-și găsi soția și fiul înstrăinat, Clay Riddell se alătură unui grup de supraviețuitori pentru a lupta împotriva hoardei de „telefoniști” criminali, deoarece lumea lor intră într-o nebunie apocaliptică.

## Distribuție
- John Cusack as Clayton "Clay" Riddell
- Samuel L. Jackson as Thomas "Tom" McCourt
- Isabelle Fuhrman as Alice Maxwell
- Stacy Keach as Charles Ardai
- Wilbur Fitzgerald as Geoff
- Alex ter Avest as Chloe
- Ethan Andrew Casto as Johnny Riddell
- Owen Teague as Jordan
- Catherine Dyer as Sally
- E. Roger Mitchell as Roscoe
- Erin Elizabeth Burns as Denise
- Tinsel Korey as Ava
- Anthony Reynolds as Ray Huizenga
- Lloyd Kaufman as Bystander

## Producție
Filmările au avut loc în perioada ____. Cheltuielile de producție s-au ridicat la ___ $.